# Negeri Sembilan

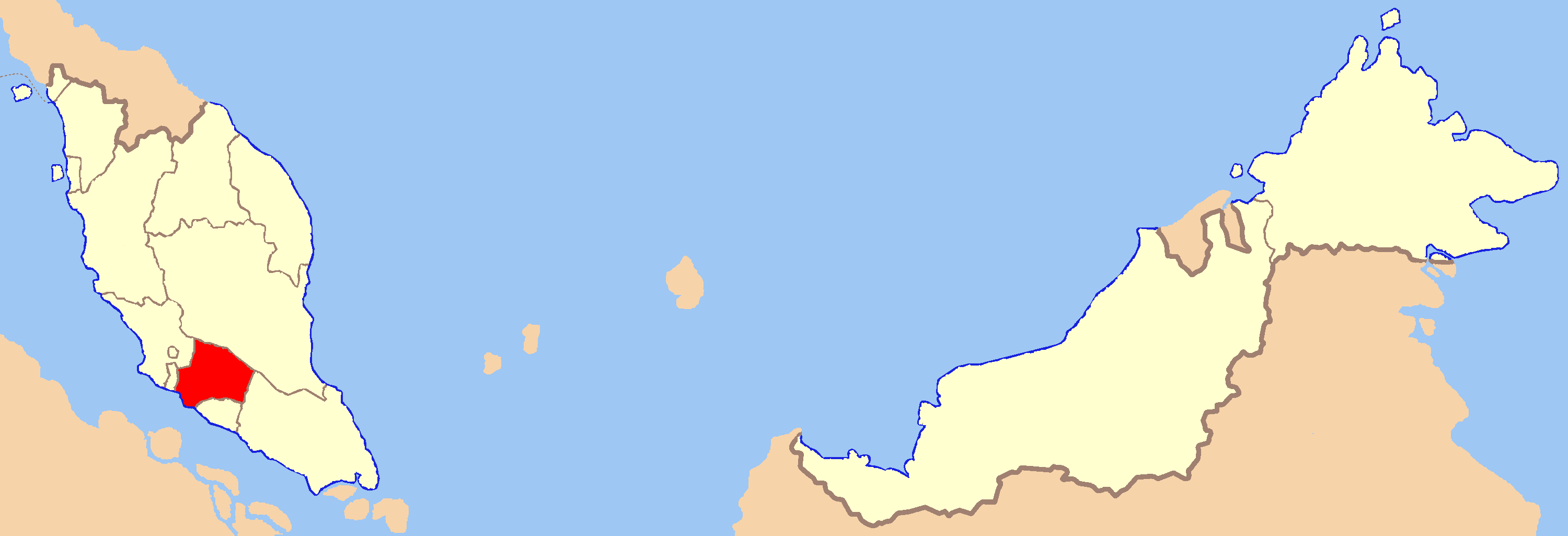
Delstatens läge i Malaysia.

Delstatens flagga.

Negeri Sembilan är en delstat i västra Malaysia, och är belägen på den södra delen av Malackahalvön, med kust mot Malackasundet. Befolkningen uppgår till 995 600 invånare år 2008, på en yta av 6 686 kvadratkilometer. Den administrativa huvudorten är Seremban. 

## Administrativ indelning
Delstaten är indelad i sju distrikt:
- Jelebu
- Jempul
- Kuala Pilah
- Port Dickson
- Rembau
- Seremban
- Tampin